# Aston Moore
Aston Llewellyn Moore (ur. 8 lutego 1956 na Jamajce) – brytyjski lekkoatleta pochodzenia jamajskiego, który specjalizował się w trójskoku.
Międzynarodową karierę zaczynał od zdobycia tytułu mistrza Europy juniorów w 1975 roku. W kolejnym sezonie nie zaliczył żadnej próby w eliminacjach i odpadł z dalszej rywalizacji trójskoczków podczas igrzysk olimpijskich. W roku 1978 podczas mistrzostw Starego Kontynentu zajął ósme miejsce, zdobył brązowy medal igrzysk Wspólnoty Narodów oraz był drugi w zawodach pucharu narodów. Kolejne sukcesy odniósł trzy lata później kiedy wywalczył brąz halowych mistrzostw Europy. Na igrzyskach Wspólnoty Narodów w 1982 roku, podobnie jak cztery lata wcześniej, stanął na najniższym stopniu podium. Reprezentant Wielkiej Brytanii w meczach międzypaństwowych oraz pucharze Europy. Medalista mistrzostw kraju. Dwa razy w karierze Moore poprawiał rekord Wielkiej Brytanii w trójskoku (16,52  w 1976 i 16,68 w 1978).
Po zakończeniu kariery lekkoatletycznej został trenerem, a wśród jego podopiecznych znalazł się m.in. mistrz Europy z 2010 roku Phillips Idowu.
Jego syn Jonathan jest trójskoczkiem, który w 2001 został mistrzem świata juniorów młodszych oraz wicemistrzem Europy juniorów. 
Rekordy życiowe w trójskoku: stadion – 16,86 (16 sierpnia 1981, Zagrzeb); hala – 16,75 (4 lutego 1984, Vittel). 14 czerwca 1981 podczas meczu Wielka Brytania – Niemiecka Republika Demokratyczna uzyskał przy zbyt sprzyjającym wietrze rezultat 17,02, który z przyczyn regulaminowych nie mógł zostać uznany za jego oficjalny rekord życiowy.

## Osiągnięcia
| Rok  | Impreza                     | Miejsce  | Lokata     | Wynik |
| ---- | --------------------------- | -------- | ---------- | ----- |
| 1975 | Mistrzostwa Europy juniorów | Ateny    | 1. miejsce | 16,16 |
| 1976 | Igrzyska olimpijskie        | Montreal | –          | NM    |
| 1978 | Mistrzostwa Europy          | Praga    | 8. miejsce | 16,55 |
| 1978 | Igrzyska Wspólnoty Narodów  | Edmonton | 3. miejsce | 16,69 |
| 1978 | Puchar narodów              | Tokio    | 2. miejsce | 16,76 |
| 1979 | Finał pucharu Europy        | Turyn    | 6. miejsce | 16,60 |
| 1981 | Halowe mistrzostwa Europy   | Grenoble | 3. miejsce | 16,73 |
| 1981 | Finał pucharu Europy        | Zagrzeb  | 2. miejsce | 16,86 |
| 1982 | Halowe mistrzostwa Europy   | Mediolan | 4. miejsce | 16,74 |
| 1982 | Igrzyska Wspólnoty Narodów  | Brisbane | 3. miejsce | 16,76 |